# 周小阳
周小阳（1974年10月—），湖南省祁阳县人，中华人民共和国政治人物。

## 生平
1974年10月，周小阳出生在湖南省祁阳县（今祁阳市）。1990年，周小阳进入湖南省水利水电学校财务专业学习，1992年毕业后分配至祁阳县水利局于家冲电站工程指挥部成为一名会计，1994年3月任祁阳县水利水电局达康工程公司主办会计，1995年6月加入中国共产党。1997年9月，周小阳任大江水库管理所财务股副股长，次年12月兼任大江水库管理所办公室主任。
2002年9月，周小阳到中共广东省委党校攻读政治经济学专业硕士研究生，2005年6月毕业后成为湖南省核工业地质局宣传处副主任科员，2007年4月升任主任科员，两年后出任经营管理指导处副处长，2011年4月出任旗下的天祥物业公司总经理。2015年10月，周小阳调任中共桂阳县委常委、副县长。次年9月转任中共嘉禾县委副书记。2021年7月转任中共汝城县委副书记、县长候选人、副县长、代理县长，10月正式成为县人民政府县长。

### 落马
2023年11月7日，周小阳涉嫌严重违纪违法接受郴州市纪委监委纪律审查和监察调查。
2024年5月21日，娄底市娄星区人民检察院依法以涉嫌受贿罪对周小阳作出逮捕决定。